# Wilinton Rodríguez Benavidez
Wilinton Rodríguez Benavidez (Arauquita, siglo XX) es un abogado y político colombiano, quien se desempeñó como Gobernador Encargado de Arauca en 2023.

## Biografía
Nació en Arauquita, al norte del Departamento de Arauca, hijo de Eliécer Rodríguez y Cleofelina Benavidez. Estudió en el Colegio Agropecuario Araucano y luego realizó estudios para ser Técnico de Sistemas, Técnico electricista, Técnico Digitador y Analista en Informática. Posteriormente, se graduó como abogado de la Universidad Cooperativa de Colombia, a la vez que posee una especialización en Derecho Administrativo de la Universidad Santo Tomás.
Comenzó trabajando como técnico de sonido en múltiples emisoras de radio de Arauca, como Meridiano 70, la Voz del Río Arauca, Radio Dic y Arauca 100.3 FM Stereo, así como diseñador y digitador en el periódico Nueva Frontera. También trabajó como técnico de sistemas en la Alcaldía de Arauca y para el programa de subsidios Familias en Acción del Departamento para la Prosperidad Social.
Sirvió como asesor jurídico en la Asamblea Departamental de Arauca, el Hospital San Vicente de Arauca, la Secretaría de Hacienda de Arauca y la Caja de Compensación Familiar de Arauca.
En las elecciones regionales de 2019 resultó elegido miembro de la Asamblea Departamental de Arauca con 2.793 votos, bajo las banderas del Partido Cambio Radical, llegando a presidir la corporación entre julio y diciembre de 2021. Renunció a la Asamblea en diciembre de 2022 para presentarse a las elecciones regionales de 2023.
Fue una de las personas que denunció a la Gobernadora de Arauca Indira Luz Barrios por salir de Colombia sin la autorización pertinente, lo cual resultó en la destitución de esta. Para reemplazarla, el Partido Cambio Radical presentó una terna de la cual formaba parte Rodríguez, quien terminó siendo designado por el Gobierno Nacional el 23 de enero de 2023 como Gobernador Encargado de Arauca para concluir el período 2020-2023.
Siendo gobernador, el 17 de julio de 2023, fue retenido por el Ejército de Liberación Nacional en la vía que conecta a Tame con Arauca, siendo desarmados sus escoltas pero liberados inmediatamente al percatarse de que se trataba del Gobernador del Departamento.